# Троянда
Троя́нда, шипши́на (Rosa L.) — рід і культурна форма рослин родини трояндових (дикорослі — див. Шипшина), листопадні, рідко вічнозелені кущі до 4 метрів заввишки.
Дикі рослини насамперед у помірному кліматі. Відомо близько 300—400 видів дикої троянди. Рослини зазвичай мають форму куща або ліани.
У класичному зображенні троянда має 32 пелюстки, звідси назва роза (троянда) вітрів.
Відомо близько 6 000 сортів, що їх отримано шляхом гібридизації й відбору (за іншими даними, тепер налічують понад 14 тисяч сортів троянд). У Японії виведена троянда «хамелеон», яка змінює своє забарвлення від освітлення. Вдень вона яскраво-червона, ввечері — біла.
Виведені сорти троянд зберігають і розмножують протягом багатьох років за допомогою щеплення бруньок і живців на шипшині.

## Назви
Слово троянда — запозичення з новогрецької мови: від τριάντα «тридцять» (пелюстків), що виникло в результаті скорочення грец. τριαντάφυλλο — «тридцятилисник».
Назви роза, рожа та ружа (через пол. róża) походять від лат. rosa.

## Історичні факти

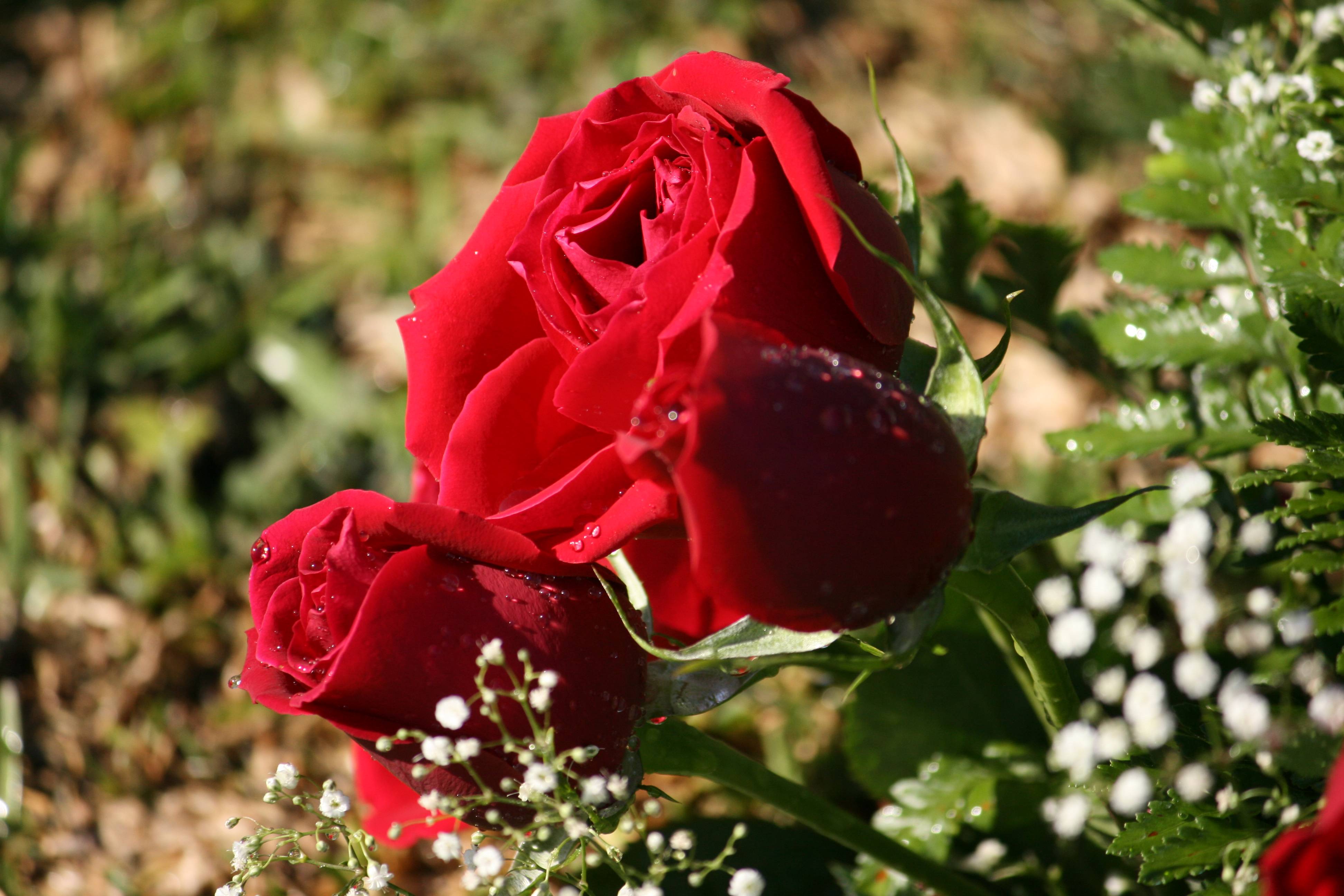
Червоні троянди

Троянда була відома в стародавньому Вавилоні й отримала особливе поширення в Персії (тепер Іран), де вирощувалася у величезній кількості.
У всіх народів свої оповіді: у русичів — билини про богатирів, у фінів — «Калевала», у естонців — «Син Калева», у французів — «Пісня про Роланда». До таких творінь народного епосу належать і давньогрецькі поеми «Іліада» і «Одіссея», а в іранців — «Гюль Наме» — книга, що прославляє троянду.
Перські поети Гафіз та Сааді називають свою країну «Гюлістан» — «Сад троянд» («Гюль» — «троянда»).
Поет Сааді в книзі «Квітник троянд» («Гюлістан») писав у 1258 році:

«Чуєш, як всюди весною лунає лише солодкий шепіт радости та любови: це шелест солов'я, що читає книги троянд!»

Інший поет Хафіз (XIV століття) також оспівував троянду у своїх віршах:

«Не мало цей сад ростить чарівних троянд, Але тих, хто їх бере, шипи язвлять до сліз».

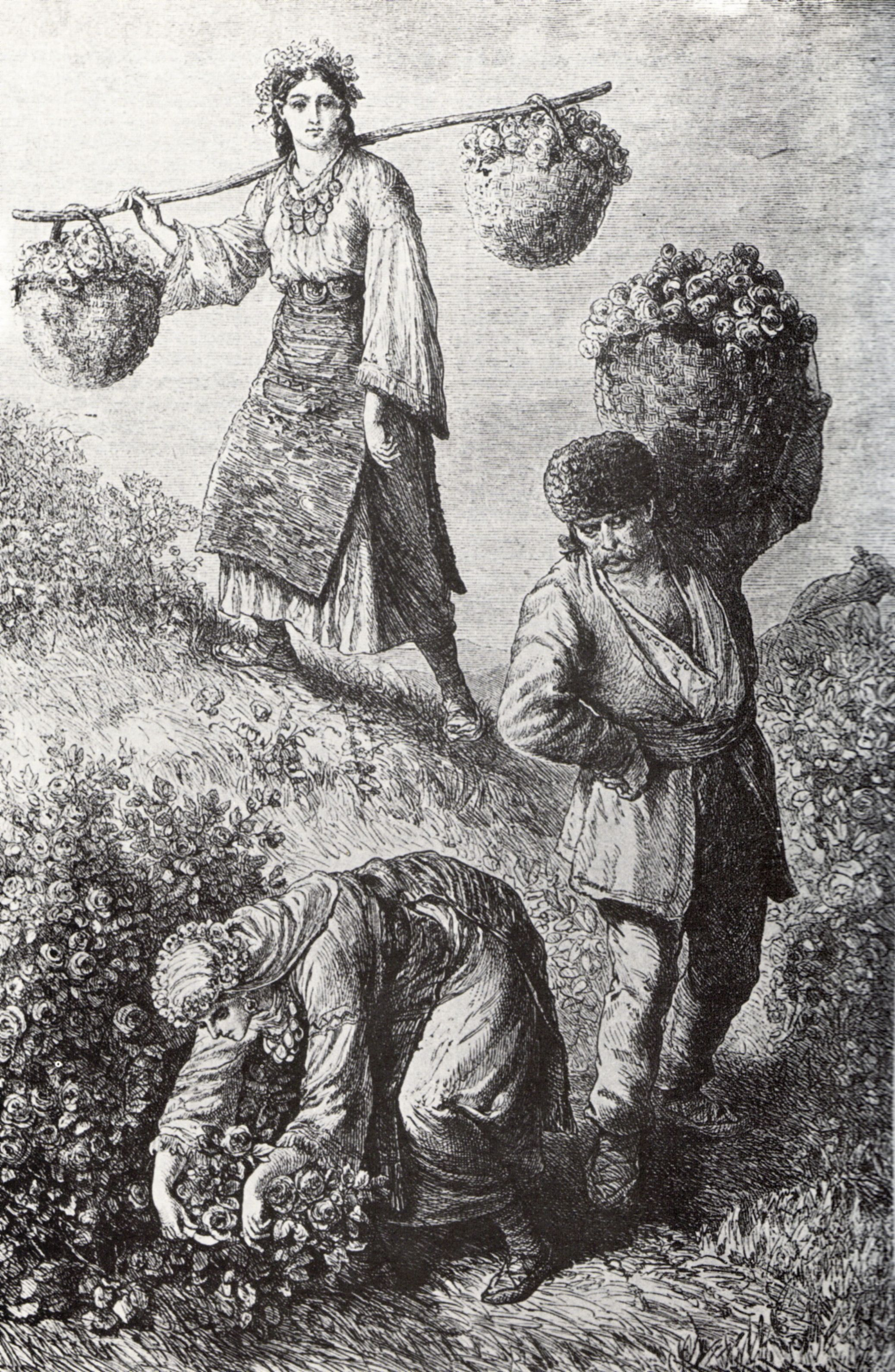
Збір троянд в Долині Троянд біля міста Казанлик в Болгарії, 1870; гравюра Австро-Угорського мандрівника Фелікса Філіпа Kanitz (Felix Philipp Kanitz)

Мусульмани не дозволяли наступити навіть на пелюстку, що впала на землю.
Привезена зі східних країн у стародавню Грецію, троянда та там вирощувалася у величезній кількості. У стародавній Греції троянда була присвячена богині краси Афродіті, її храми оточували якнайширші сади з троянд. Трояндами усипали дорогу воїнів, що поверталися з перемогою.
Із Греції троянди вивозять в Єгипет і Рим. Єгипетська цариця Клеопатра на одному з бенкетів веліла покрити всю підлогу пелюстками троянд шаром у пів метра, які притримувались тонкою шовковою сіткою. Зі стелі під час бенкету сипалися дощем трояндові пелюстки. Під час прогулянок на галерах поверхня води була всипана трояндами.
Римляни нагороджували трояндами за видатні заслуги. Вінком з троянд прикрашали голову переможця.
Троянда була емблемою, свого роду орденом хоробрості. Римські воїни вірили, що троянда вселяє мужність, і замість шоломів одягали вінки з троянд. У квітні — травні в Римі влаштовували свято троянд — «розалії» — в пам'ять померлих.
У римських будинках часто вішали над столом гілку троянди або зображували її на стелі як символ того, що говорилось за столом під трояндою — секрет. З того часу зберігся вираз: «Я тобі сказав під трояндою», по-латині: «sub rosa dictum» («суб роза діктум»).
Римляни прикрашали трояндами й обливали трояндовою олією могили.
Римські поети Вергілій та Овідій оспівували троянди в своїх одах. Починаючи з XI століття, римський папа щорічно в день, званий «Трояндова неділя» (Dominica in rosa), нагороджував золотою трояндою, посипаною діамантами, кого-небудь з королів.
Споживання великої кількості троянд патриціями й імператорським двором призвело до виникнення «розаріумів», садів з одних троянд різних сортів, і навіть на полях, замість хліба, стали вирощувати троянди. Багаті люди за великі гроші виписували троянди з Греції та Єгипту. Такий стан підривав добробут народу. Поет того часу Марціал висловив це в епіграмі:

«Єгиптяни, надішліть нам хліба замість наших троянд».

В ті часи вперше були винайдені теплиці для вирощування зимою квітучих троянд. З падінням Риму культура троянд, які вважалися квітами розкоші та язичництва, заглохла на кілька століть.
Найдавніші оповіді Індії говорять про те, що богиня краси Лакшмі народилася з бутона троянди.
У Київській Русі вживали м'ятну настоянку, або «холодець», і привозили з Царгорода (Константинополя) «гулявну», тобто «трояндову воду» (від тур. gul — «троянда»).
В Європі розвиток культури троянд починається з новою силою в XIII столітті. Один з учасників Хрестового походу привіз зі Сходу троянду, яка потім отримала назви галльської і прованської, бо її почали розводити в місті Провене поблизу Парижа. З цього часу починається захоплення трояндами. В Провене зароджується народне свято троянд, на якому вибирали найкрасивішу дівчину королевою троянд, — «Розьеру». Свято стає звичаєм у багатьох місцях Франції, де щорічно вибирають найкрасивішу дівчину в королеви троянд, — їй надягали особливий вінок з троянд, званий «шапель» (фр. chapel). Це слово є ранішим варіантом слова «шапка», «капелюх» (фр. chapeau, «шапо́»).

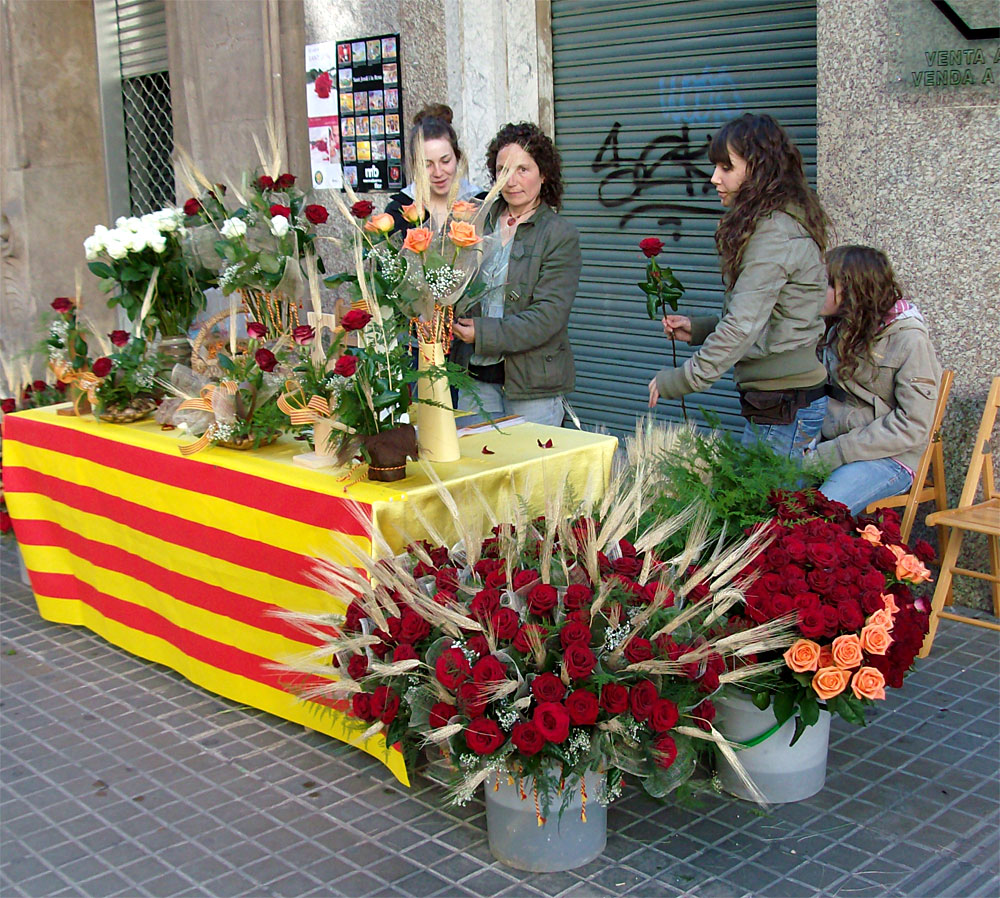
Продаж троянд на День Святого Георгія в Каталонії

Османський султан Магомет Другий, який захопив Константинополь в 1453 році, перш ніж перетворити в мечеть храм св. Софії, наказав омити його зверху до низу трояндовою водою, для перевезення якої потрібно п'ятсот верблюдів.
У Середньовіччя написано багато «лицарських» романів про троянду. У всіх народів у всі часи поети присвячували свої вірші цій прекрасній квітці.
В історії відома кровопролитна війна Червоної і Білої троянд, яка тривала тридцять років. В Англії троянда з'явилася в XIV столітті, незадовго до чвар між двома претендентами на англійський престол — Ланкастерами і Йорками. Війна Червоної і Білої троянд почалася в парку Тампля в 1455 році, де відбувалися збори, на яких обговорювалось питання обрання короля на англійський трон. Річард, 3-й герцог Йоркський, зірвавши з куща білу троянду, запропонував зробити те і тим, хто хоче бачити його королем. Прихильники Ланкастерів зривали червоні троянди і прикріплювали до своїх капелюхів. Біла і червона троянди перейшли на герби замків, на щити і прапори — і почалася тридцятирічна війна під знаменами цих квіток.
У Фінляндії найпочесніший орден — «Білої троянди Фінляндії».
Для видобутку одного кілограма олії використовують від 350 до 500 кілограмів пелюсток. Кілограм трояндової олії колись коштував 1700 рублів золотом.

## Ботанічний опис

### Морфологія

#### Листя

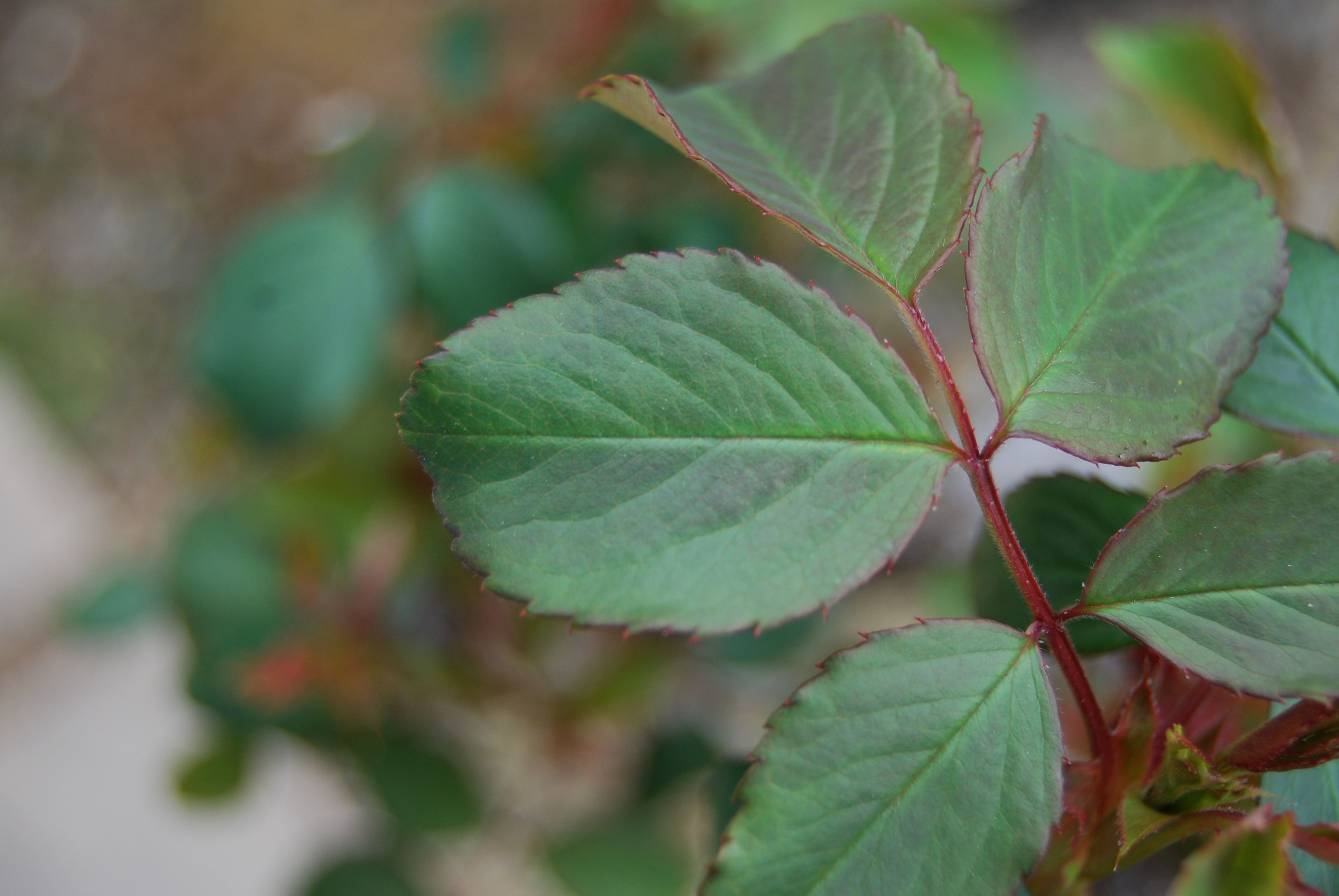
трояндове листя

Листки більшості видів 5–15 сантиметрів завдовжки, перисті, з (3)5–9(13) листочками; листя, як правило, має зубчасті краї, і часто кілька шипів на нижній частині. Переважна більшість троянд листопадні, але деякі (зокрема, у Південно-Східній Азії), вічнозелені або майже такі.

#### Квіти

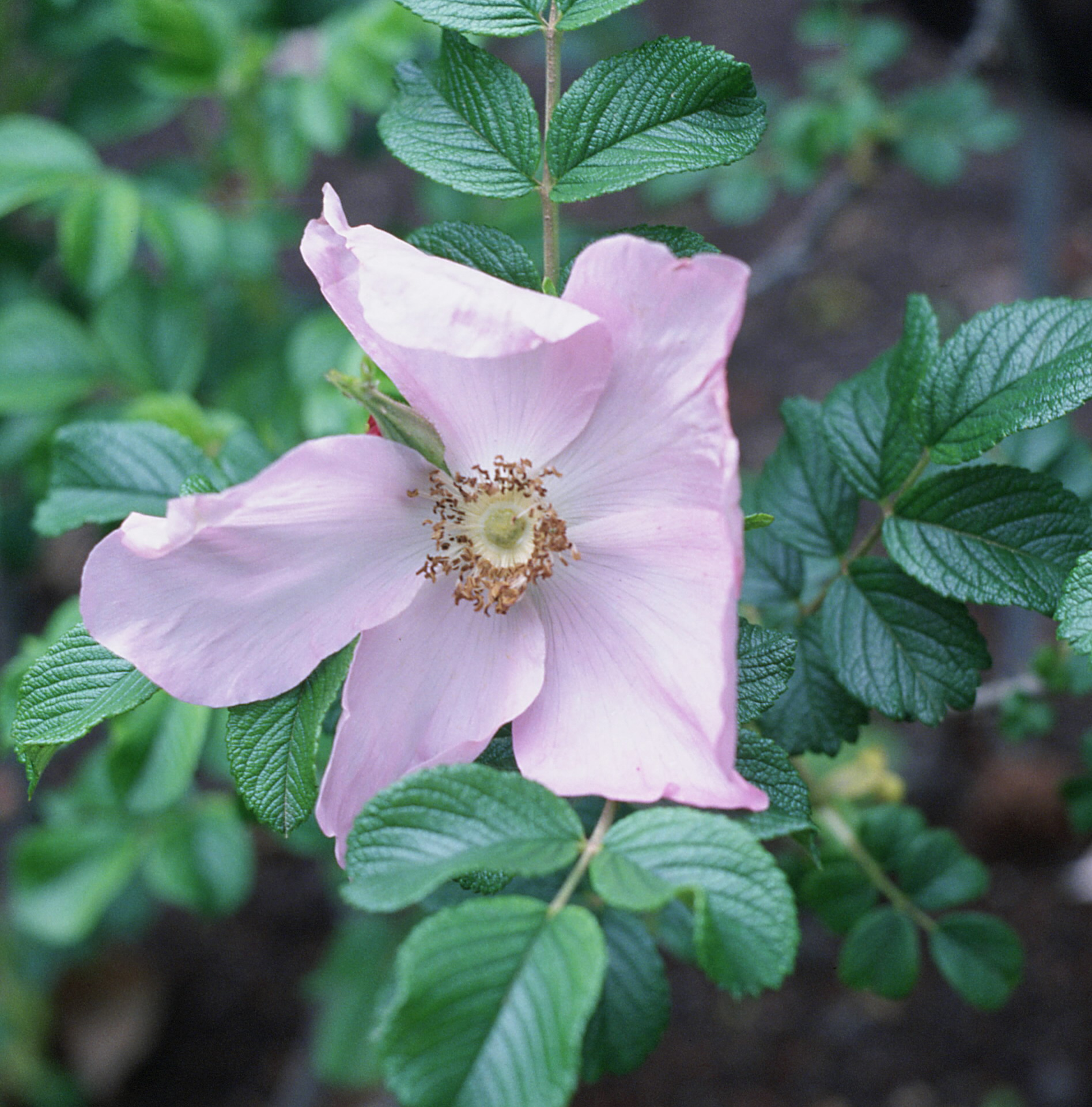
Квіти більшості видів троянди мають 5 пелюсток

Квіти більшості видів троянди мають 5 пелюсток, за винятком Троянди Серісея, яка зазвичай має лише 4 пелюстки. Кожна пелюстка складається з двох різних часток і, як правило, білі або рожеві, хоча в деяких видів жовтого або червоного кольору. Під пелюстками 5 чашолистків (у деяких випадках — 4).

#### Плоди

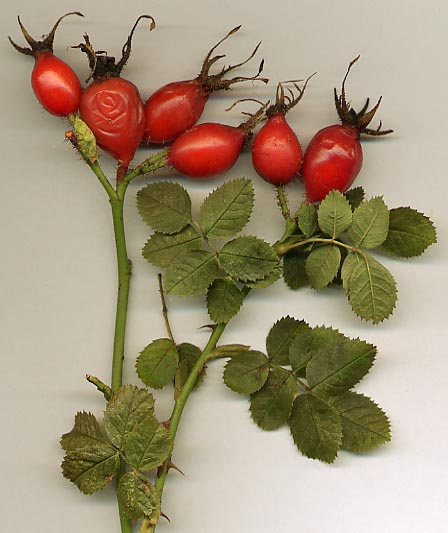
Шипшина — плоди троянди

Плоди троянди мають ягодоподібну структуру, та мають загальну назву шипшина. Різновиди троянд, які мають широко відкриті квітки, привабливі для запилення бджіл і інших комах, отже більш схильні до підвищеної «врожайності». Проте більшість культурно-декоративних сортів мають таку щільність бутонів, що вони не забезпечують доступ для комах, отже запилення не відбувається.
Більшість різновидів троянди має червоні плоди, але деякі (наприклад pimpinellifolia) мають темно-пурпурові, навіть чорні шипшини.
Кожну «ягоду» оточує зовнішній м'ясистий шар, який містить від 5 до 160 насінин, які оточені тонкими, але жорсткими «волосинами». Трояндові плоди деяких сортів (Шипшина собача) дуже багаті вітаміном C, напевно найнасиченіші цим вітаміном серед будь-яких рослин.

#### Колючки

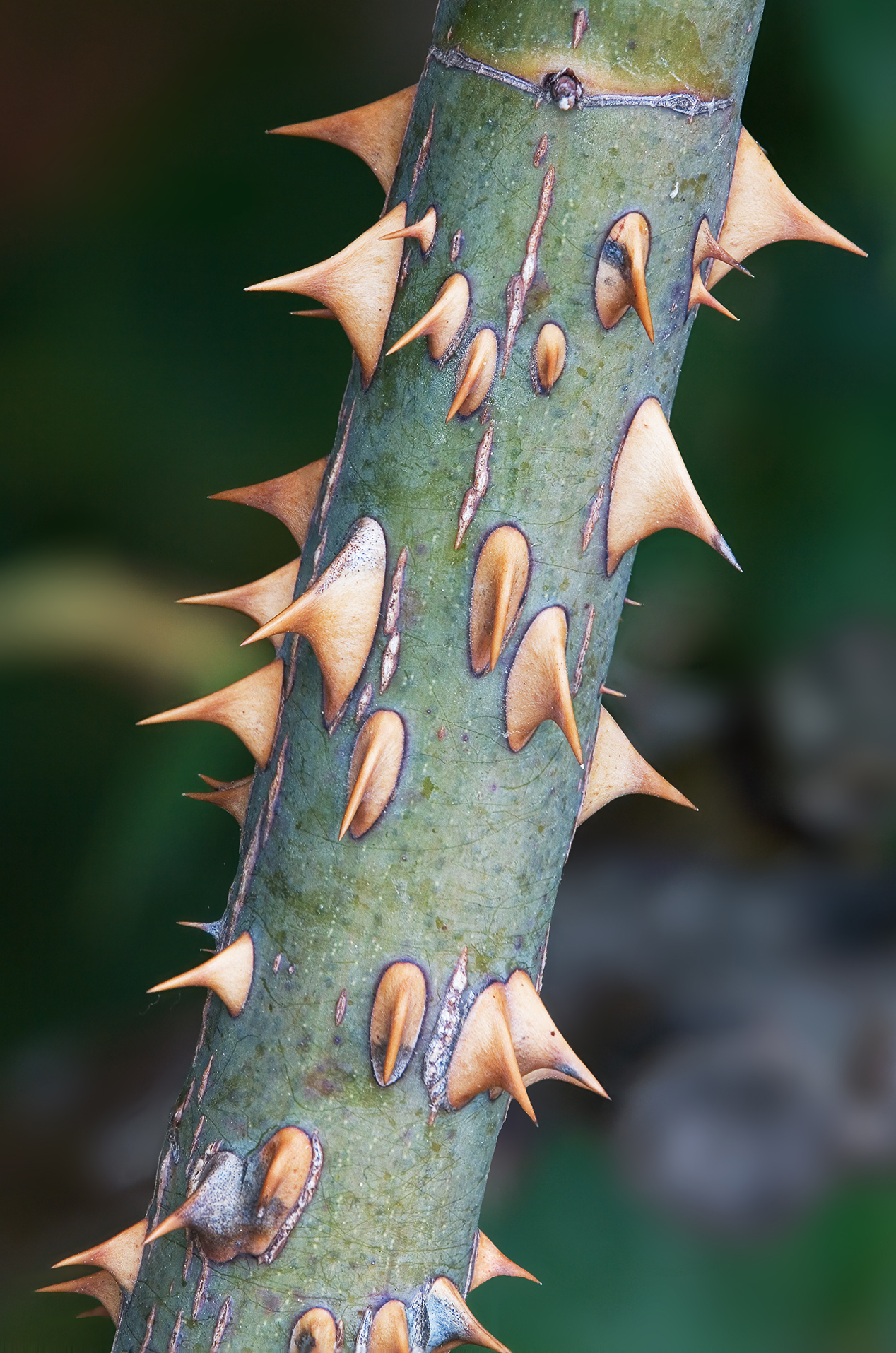
Трояндові «шипи», насправді — звичайні колючки

Хоча гострі вирости, які покривають стовбур, або стеблину троянди, зазвичай називають «шипи», насправді вони звичайні колючки — вирости епідермісу (зовнішнього шару тканини стебла).
Справжні шипи являють собою модифіковані частини стовбура (стебла), які завжди виникають на вузлах стеблини, але не мають притаманного колючці строгого порядку розташування.
Трояндові колючки, як правило, серпоподібні гачки, які допомагають рослині підійматися та висіти на іншій рослині, що зростає над нею.
Деякі види троянди, мають прямі шипи, ймовірно, модифіковані для захисту від тварин, або навпаки для рознесення тваринами. Також, можливо, шипи цих різновидів троянди адаптовані для затримання піску, що несе вітер (тим самим, рослини зменшують ерозію ґрунтів), і захисту їх коренів.
Кілька видів троянд мають тільки рудиментарні колючки, які не мають загострень.

## Поширення
Рід поширений у помірних і субтропічних регіонах північної півкулі: Північній Америці, Азії, Європі, північно-західній й північно-східній Африці.

## Поширення в Україні
В Україні велику колекцію троянд зібрано в Нікітському (Ялта) й Одеському ботанічних садах та в Національному ботанічному саду імені М. М. Гришка НАН України (Київ), а також в приватних розсадниках, які вирощують їх для реалізації.
В Україні поширені декоративні сорти троянд: ремонтантні (Нікітська рожева, Українка, Катерина, Фрау Карл Дружкі, Ульріх Бруннер), чайно-гібридні (Веснянка, Наталка, Червона Україна, Фрейбурґ 2), пернеціянські (Вільгельм Кордес, Кабардинка, Віль де Парі), поліянтові (Зоя Космодем'янська, Ґлорія Мунді, Кучерява), чайні (Артек, Маруся, Переможець, Батьківщина), виткі (Рубін, Ексцельза, Нью-Давн, Біла Дороті) та ін.
Етероолійна (з високим вмістом ефірних олій) троянда, представлена двома видами: трояндою дамаською і трояндою французькою. Урожайність квіток троянд 50 центнерів з га, площа насаджень (за часів СРСР): в УРСР близько 2000 га (в усьому СРСР близько 4600), головним чином в Кримській, Запорізькій і Одеській областях; на Кубані та на Чорноморському узбережжі.

## Селекція і вирощування
В давнину був відомий вид троянди, званий як стопелюстковий (центіфолія). Від нього походить напівмахрова галльська, від якої походить казанликська, яка розводиться для отримання олії.
У XVIII столітті нараховували вісімнадцять сортів троянд, з яких шість було не махрових.
Все різноманіття сортів троянд створено в результаті схрещування старих сортів з новими видами, привезеними в Європу з інших країн.
Родоначальницями нових сортів, зокрема квітучих не один раз, а двічі на літо і навіть безперервно все літо стали привезені з Індії в 1789 році бенгальські троянди, з Китаю в 1810 році — чайні рожеві і в 1824 році — жовті. Такі троянди називаються ремонтантними. В кінці XIX століття ремонтантних сортів було чотири тисячі, з яких досі збереглося кілька десятків.
З 1875 року з'явилися кучеряві багатоквіткові (не ліанові) троянди. На одному кущі таких троянд розквітає відразу до двох сотень квітів. Через це один із сортів і названий: «Тисяча красот».

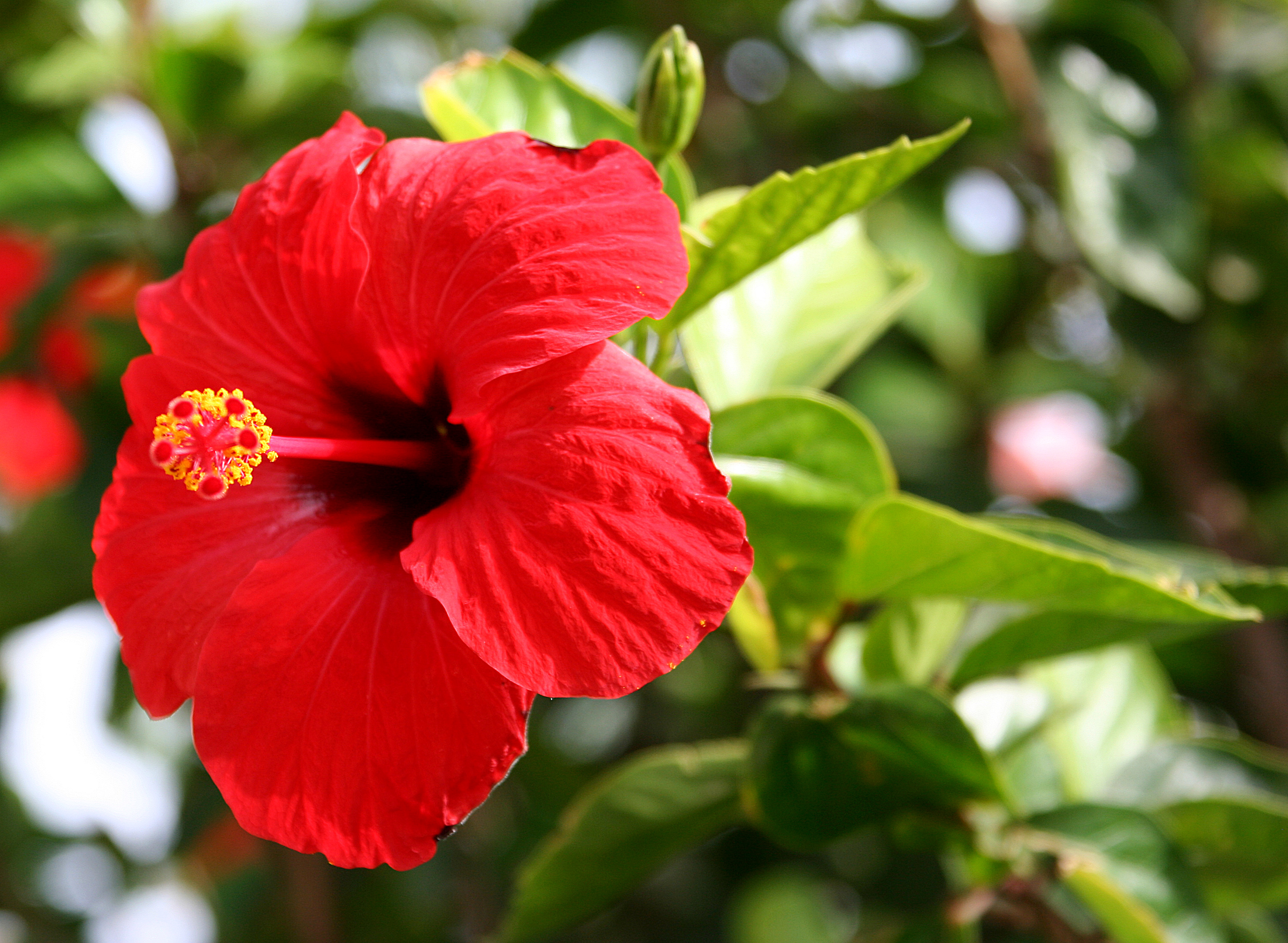
Гібіскус — часто зустрічається як кімнатна рослина, яку звуть «китайською трояндою». Вона нічого спільного зі справжніми трояндами не має, і належить до сімейства мальвових

Троянди вирощують переважно в садах. Весною продають троянди різних сортів, вигнані в теплицях, зазвичай щеплені на шипшині. Ці троянди після відцвітання доводиться висаджувати в сад, бо в кімнаті вони не зацвітають і зазвичай не виживають. Це пояснюється тим, що шипшина на зиму скидає листя, впадаючи в період спокою. Прищеплені на шипшині троянди походять із субтропіків, зимою не втрачають листя і вимагають цілий рік однакового живлення, яким коріння шипшини забезпечити не можуть. Різниця в біології прищепи та підщепи в кімнатних умовах веде троянди до загибелі.

### Вирощування в кімнатах
Серед тисячі сортів троянд є кілька кімнатних, бенгальських, або місячних.
Для культури в кімнатах підходять сорти: Хермозу з ніжно-рожевими квітами і Крамонзі з яскраво-кармінними. Ростуть в кімнатах і чайні троянди, що походять з Китаю, але тільки вирощені з живців. Гарні сорти для кімнат: ля Франс, сріблясто-рожева, з сильним ароматом (виведена в 1867 році); Сомбрейль, біла; Августа Вікторія, біла з кремовим відтінком; Белль Ліоннез, канарково-жовта.

### Як доглядати за трояндою
Трояндам потрібне сонячне світло і свіже повітря. Влітку їх слід ставити на відкрите вікно або на балкон, опустивши горщики в ящик з піском, і рясно поливати. Зимою краще тримати їх в прохолодній і провітрюваній кімнаті.
Землю для троянд готують за таким рецептом: чотири частини глинисто-дернової, одну частину листової, одну частину гнойового перегною й одну частину піску. Добре додати трохи голубиного посліду або рогових опилок.
Після відцвітання квіти слід обрізати, щоб плоди, які утворюватимуться, не виснажували рослину. Для кращого цвітіння обрізають як старі, так і молоді гілки, не здатні до цвітіння. На щеплених трояндах необхідно видаляти пагони, що йдуть від підщепи та її коренів. Це пагони дикої шипшини, що потребують живлення на шкоду прищепленій троянді. У садах, де пагони підщепи не видаляють, троянди швидко дичавіють, тобто зростає шипшина, а культурні щепи гинуть. У бенгальських кімнатних троянд обрізають однорічні пагони на дві три бруньки, щоб отримати сильні бічні пагони з великими квітами.
Троянди легко розмножувати живцями. Для цього із відцвілих гілок зрізують живці з трьома — чотирма бруньками й занурюють їх на одну-дві бруньки в горщик з промитим річковим піском. Потім варто накрити горщик склянкою і поставити у тепле місце без прямого сонячного проміння, поливати теплою водою (20 °C) та, час від часу, перевітрювати цю маленьку тепличку. Живці вкорінюються протягом місяця.
Корисно поливати молоді рослинки рідким гнойовим або мінеральним добривом раз на два тижні до цвітіння. Щоб не знесилити рослину, слід видалити перші бутони.
Можна брати живці й від садових, щеплених троянд, виховуючи їх надалі в кімнатних умовах на власних коренях.
| «Троянда Бурбон» (Zephirine Drouhin) | Троянда бенгальська червона | Троянда біла (Rosa alba) | Троянда перфект |

### Як змусити щеплені троянди цвісти вдруге
Троянди, щеплені на шипшині, придбані весною в садівництві, можна змусити цвісти в кімнаті наступною весною. Привчивши троянду до прохолодного повітря після того, як вона відцвіла, закопують горщик з нею в саду в землю. Поливають тільки в суху погоду. Квіткові бруньки, що з'являються на гілках, видаляють, не даючи розквітати; видаляють і пагони, що відростать від підщепи. Корисно поливати раз на тиждень рідким добривом. В середині серпня відкопують горщики й, обрізавши вирослі з отвору горщика коріння, пересаджують.
Пересаджені троянди тримають в напівтемному місці. У вересні кладуть горщики набік, щоб троянди швидше скинули листя; після цього горщики з трояндами ставлять в підвал до січня. У січні троянди обрізають, поливають водою в 20 °C і витримують на світлі спочатку два тижні в прохолодному місці (10 — 12 °C), а потім ставлять на вікно житлової кімнати. Для кращого цвітіння поливають гнойовою рідиною два три рази до появи бутонів.

### Як виростити новий сорт троянд з насіння
З отриманого насіння з двох різних сортів троянд вдається виростити новий сорт троянд. В одного з нерозквітлих бутонів, розсунувши пелюстки, видаляють тичинки з пиляками. З троянди іншого сорту, дозрілої, що розпустилася, збирають пиляки з дозрілим пилком в суху баночку. Коли розпуститься перша троянда, за допомогою пензлика обпилюють зібраної пилком її маточки, що знаходяться в середині. Запилення роблять вранці й повторюють його наступного дня. Спостерігають, як з зав'язі буде дозрівати ягода троянди. Дозріле насіння необхідно покласти в полотняну ганчірку разом з трьома частинами вологого піску, зав'язати вузлом і перетирати протягом години. Після, промивши насіння, висіюють їх у горщики з луговим ґрунтом, змішаним з двома частинами піску. Насіння закривають на глибину їх товщини. Восени можна поставити горщики з насінням в підвал до січня або прикопати в саду до весни. Горщики з посіяним насінням чайних і бенгальських троянд можна тримати восени в кімнаті, а на грудень і січень помістити в прохолодне приміщення з температурою повітря в 5 °C.
Насіння троянд, посіяні у вересні, сходять тільки в квітні. Деякі насіння дають сходи ще пізніше. Перше цвітіння дає ще недосконалі квітки, вони досягають повного розвитку лише на другий — третій рік.
Молоді сіянці троянд легше звикають до кімнатних умов, ніж вирощені з живців старих рослин.
Іван Володимирович Мічурін рекомендував вирощувати рослини з насіння і виховувати їх, у молодому віці привчаючи до нових умов життя.
З насіння без особливого догляду можна виростити троянди, що добре ростуть, стійкі, і пишно квітучі на підвіконнях вікон.

## Використання

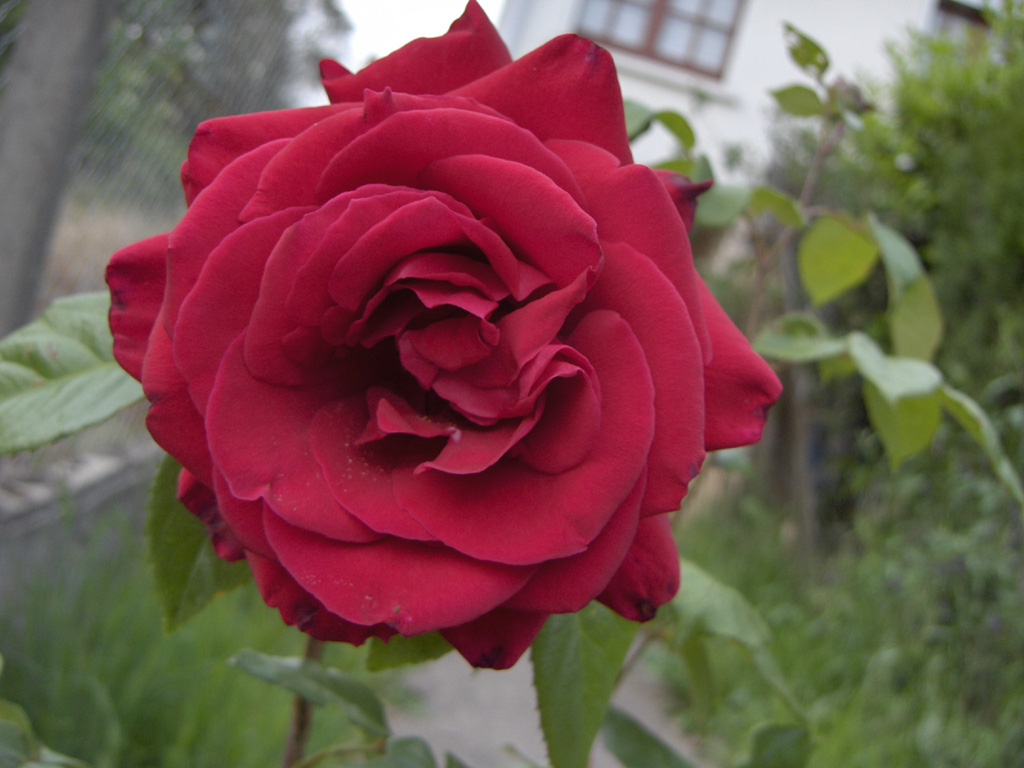
Троянда Бімбо

Троянди є дуже цінні у декоративному садівництві, їх також розводять і для одержання ефірної олії; з пелюстків деяких троянд варять конфітури й готують напій. Троянди розводять майже у всіх країнах. Щороку з'являються все нові сорти, і багато з них стають всесвітньо відомими.

### У парфумерії
Троянда використовується у парфумерії як самостійно (трояндова олія), так і для створення парфумерних композицій. Трояндова олія (у більшості випадків синтетична) входить до складу 46 % чоловічої і 98 % жіночої парфумерії. Французькі парфумери найбільш високо цінують троянди, що ростуть поблизу міста Граса, а також на плантаціях Болгарії у Долині Троянд біля міста Казанлика.

### У косметиці
Екстракт троянди широко застосовується в косметичних засобах. Він ефективно зволожує шкіру, сприяє її регенерації, має тонізувальну дію, заспокоює й омолоджує шкіру, відновлює природний колір і пружність шкіри, роблячи її м'якою і ніжною. Двох крапель трояндової олії достатньо для отримання літра духів.

### У медицині
Цілющі властивості троянди були відомі з античних часів. Проте в наш час[коли?] західна медицина мало використовує троянду, натомість на Сході ставлення до неї не змінилося. У середньовіччя трояндою лікували величезну кількість захворювань: порушення менструального циклу, головний біль, шлункові розлади, застійні явища в печінці, чуму, очні інфекції та шкірні захворювання.

### У кулінарії
Троянди нерідко використовуються в кулінарії як ароматизатор. Також популярним є варення з трояндових пелюсток. З троянд роблять морозиво, лікери.

### У флористиці
Троянди є одними із найпопулярніших видів квітів для створення букетів.

## У культурі
- Троянда (геральдика)

## Види
- Rosa abyssinica
- Rosa acicularis
- Rosa alba (R. canina × R. gallica)
- Rosa alexandrae
- Rosa anemoniflora
- Rosa arkansana
- Rosa arvensis
- Rosa azerbaidshanica
- Rosa banksiae
- Rosa beggeriana
- R. berberifolia — syn. R. persica var. berberifolia
- Rosa blanda
- Rosa bracteata
- Rosa bridgesii
- Rosa brunonii
- Rosa californica
- Rosa canina
- Rosa carolina
- Rosa centifolia cristata
- Rosa centifolia
- Rosa chinensis
- Rosa clinophylla
- Rosa coryana
- Rosa corymbifera
- Rosa cymosa
- Rosa damascena ((R. moschata × R. gallica) × R. fedtschenkoana)
- Rosa davidii
- Rosa dumalis
- Rosa dumetorum
- Rosa ecae (syn. R. xanthina var. ecae)
- Rosa elegantula
- Rosa fedtschenkoana
- Rosa filipes
- Rosa foetida (syn. R. lutea)
- Rosa foliolosa
- Rosa forrestiana
- Rosa gallica
- Rosa gentiliana (syn. R. polyantha grandiflora)
- Rosa gigantea (syn. R. × odorata gigantea)
- Rosa giraldii
- Rosa glauca (syn. R. rubrifolia)
- Rosa gymnocarpa
- Rosa helenae
- Rosa hemisphaerica (syn. R. sulphurea)
- Rosa henryi
- Rosa holodonta (syn. R. moyesii rosea)
- Rosa hugonis
- Rosa kochiana
- Rosa kokanica
- Rosa kordesii
- Rosa laevigata (syn. R. sinica)
- Rosa laxa (syn. R. gebleriana)
- Rosa longicuspis
- Rosa macrantha
- Rosa macrophylla
- Rosa majalis (syn R. cinnamomea)
- Rosa maximowicziana (syn. R. glandulosa)
- Rosa micrantha (syn. R. floribunda, R. numerosa, R. rubiginosa)
- Rosa minutifolia
- Rosa mollis
- Rosa moschata
- Rosa moyesii
- Rosa mulliganii
- Rosa multibracteata
- Rosa multiflora
- Rosa nitida
- Rosa nutkana
- Rosa obtusifolia
- Rosa omeiensis
- Rosa oxyacantha
- Rosa palustris
- Rosa pendulina (syn. R. alpina)
- Rosa persica (syn. Hulthemia persica, R. simplicifolia)
- Rosa phoenicia
- Rosa pimpinellifolia (syn. R. spinosissima)
- Rosa pinetorum
- Rosa pisocarpa
- Rosa prattii
- Rosa primula
- Rosa roxburghii
- Rosa rubiginosa (syn. R. eglanteria)
- Rosa rugosa
- Rosa salictorum
- Rosa sempervirens
- Rosa sericea
- Rosa setigera
- Rosa setipoda
- Rosa sherardii (syn. R. omissa)
- Rosa sicula (syn. R. seraphinii)
- Rosa soulieana
- Rosa spithamea
- Rosa squarrosa
- Rosa stellata — * Rosa willmottiae
- Rosa woodsii
- Rosa xanthina

## Галерея

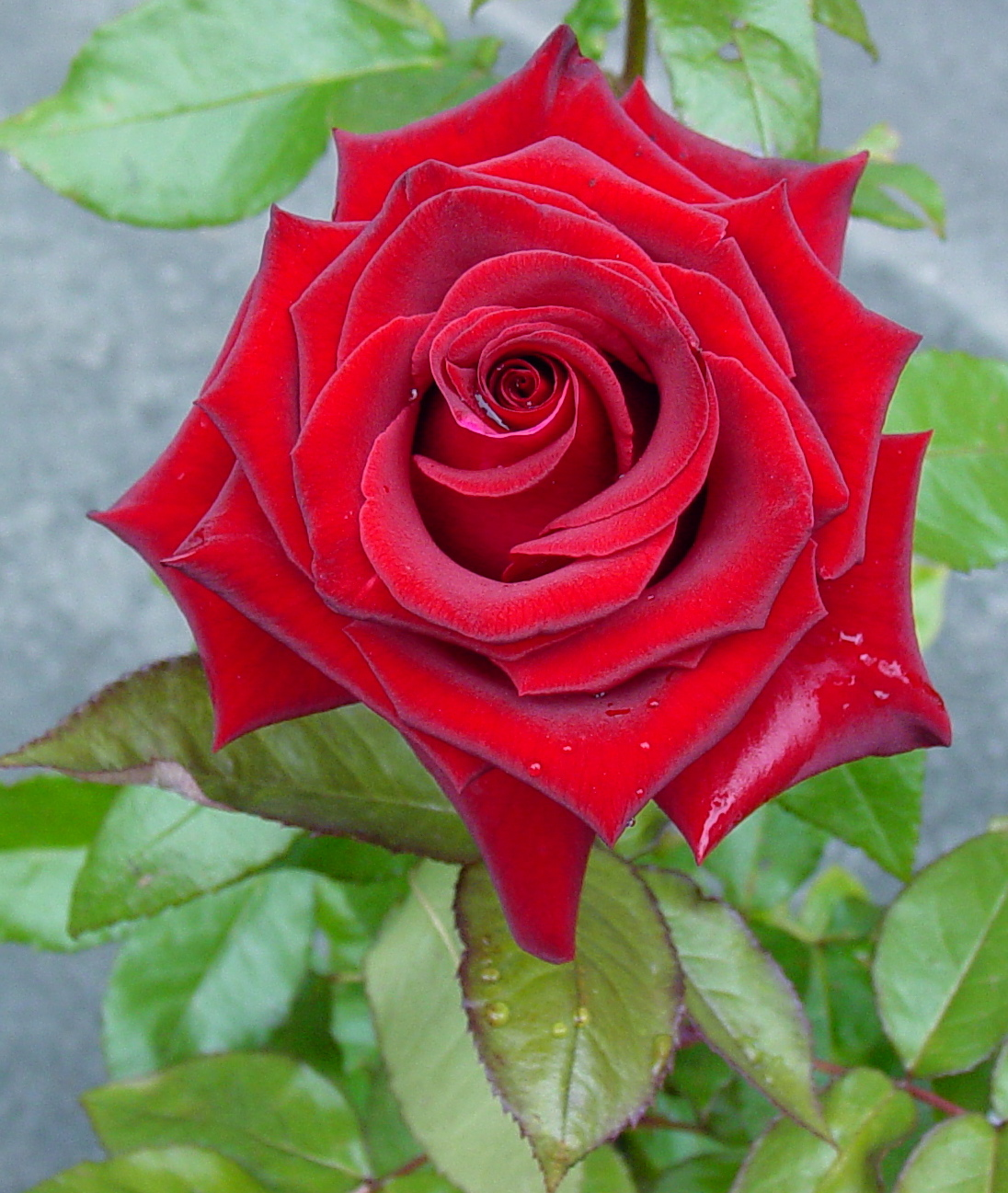
Гібридна чайна троянда сорту 'Black Magic'
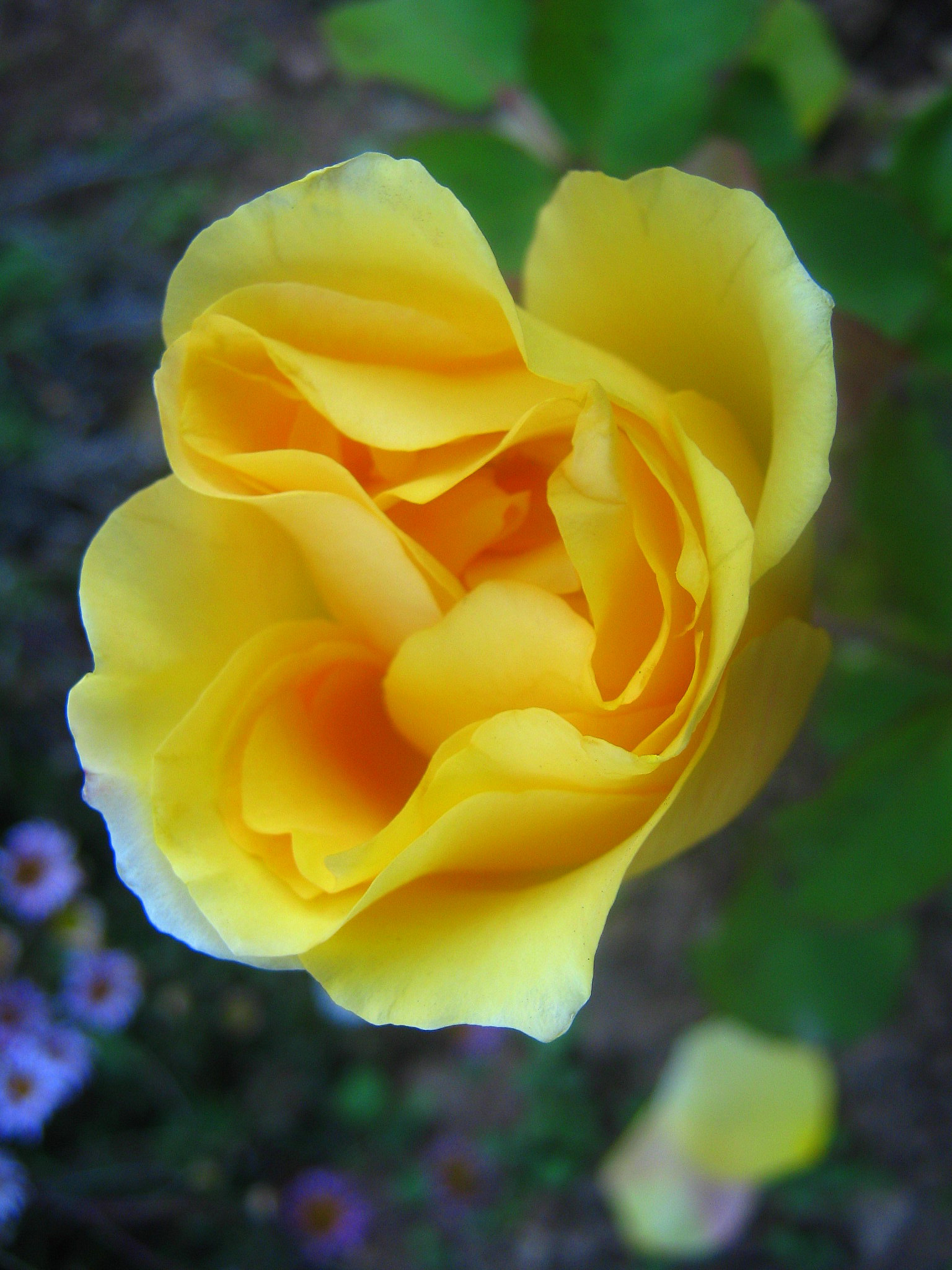
Жовта троянда сорту 'Lowell Thomas'
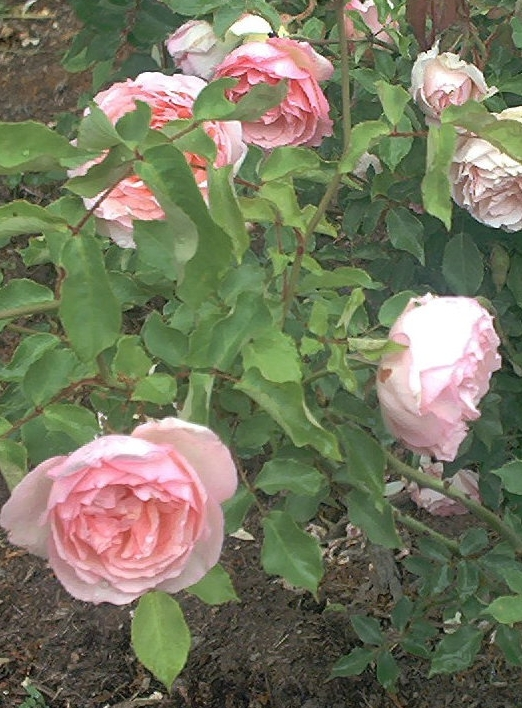
Чайна троянда 'Duchesse de Brabant' (Bernède 1857)
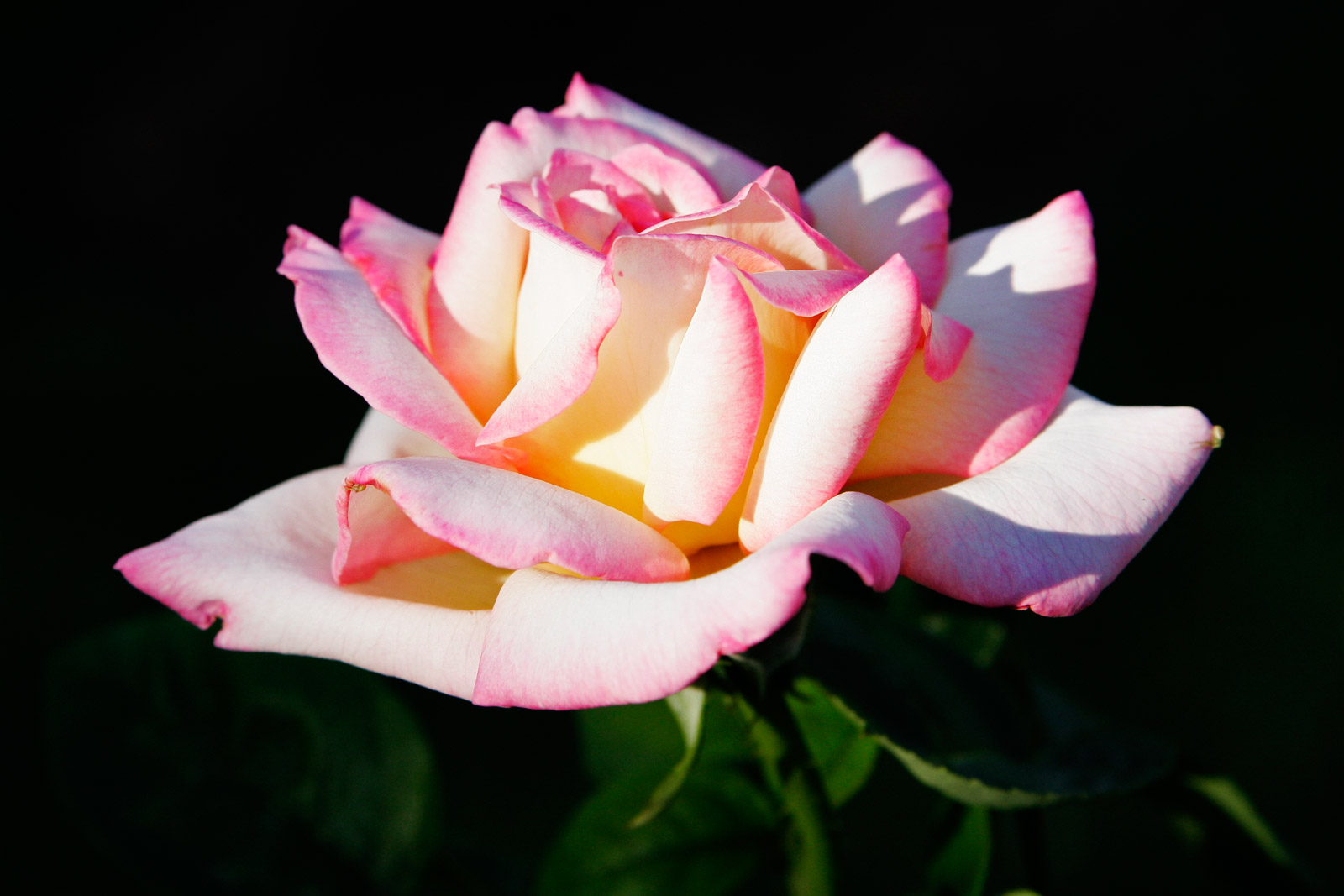
'Cajun Sunrise', сучасний гибрід чайної троянди
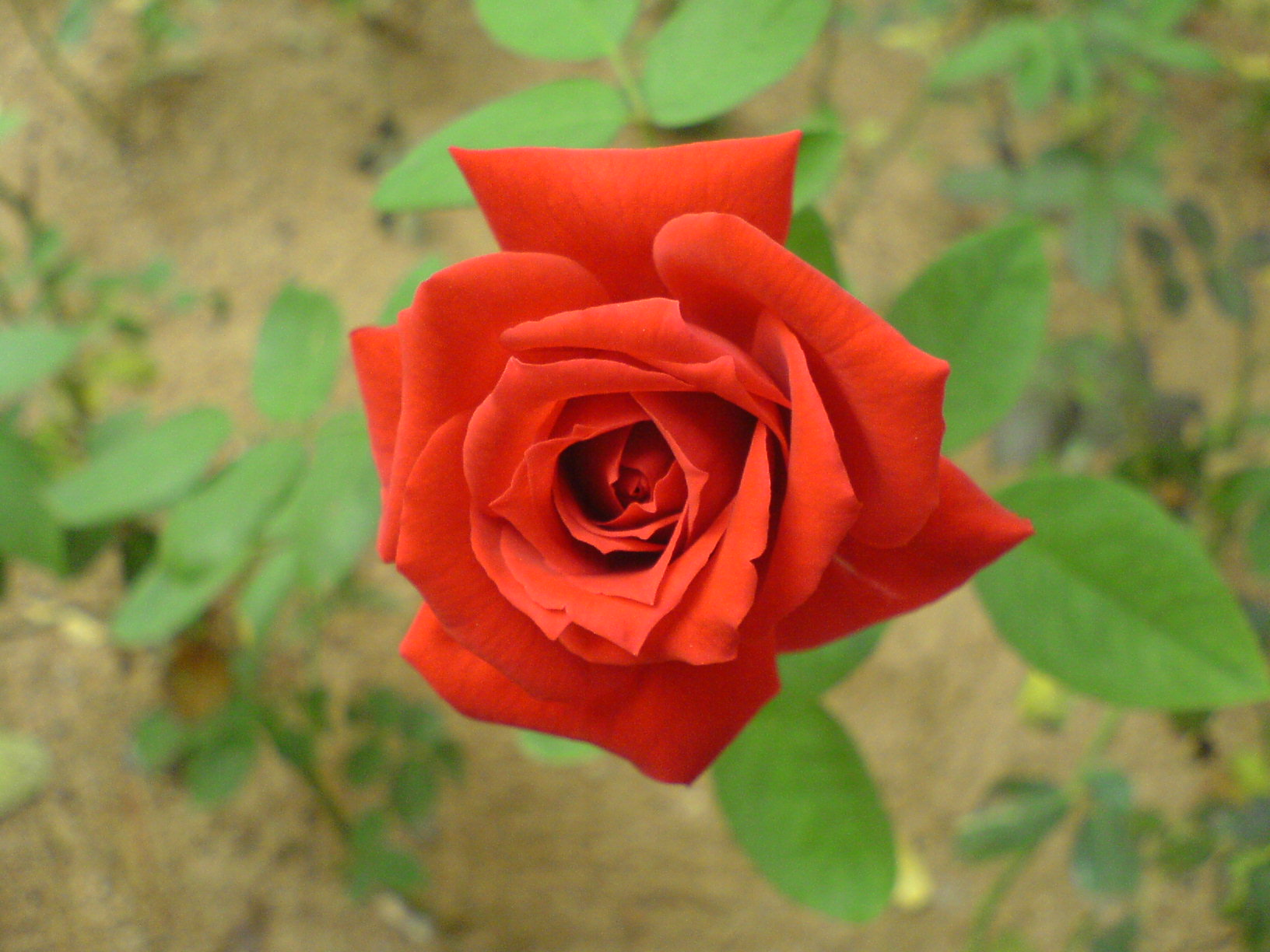
рожева троянда
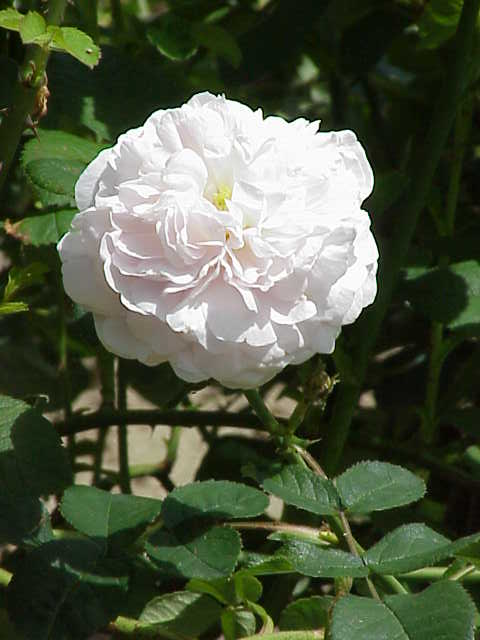
троянда 'Maiden's Blush'
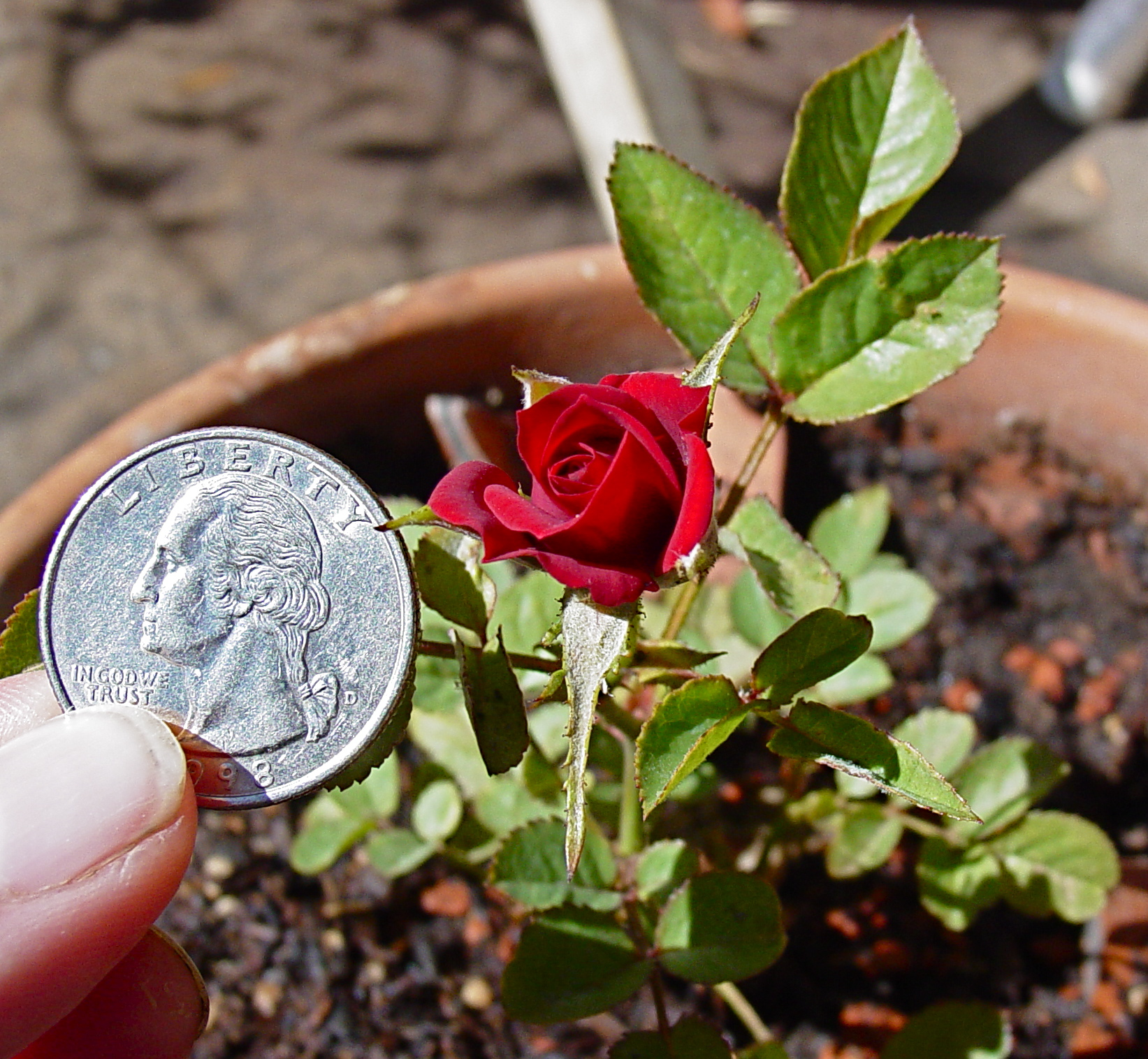
мініатюрна червона троянда
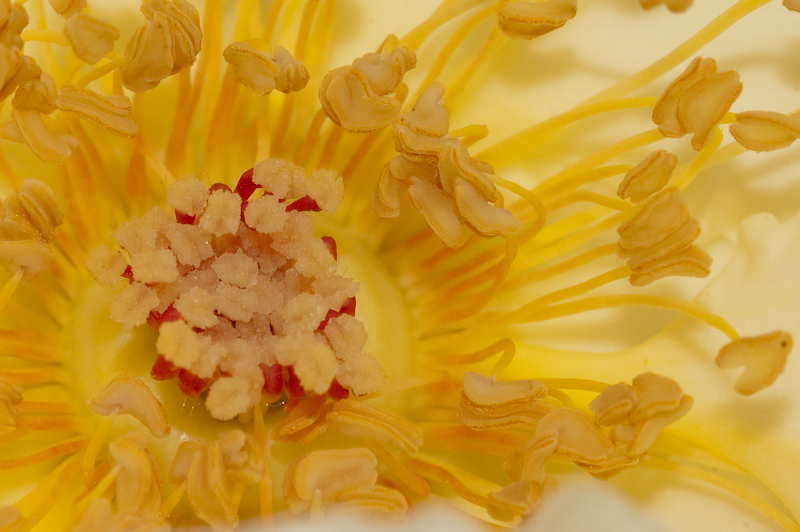
Жовті трояндові тичинки
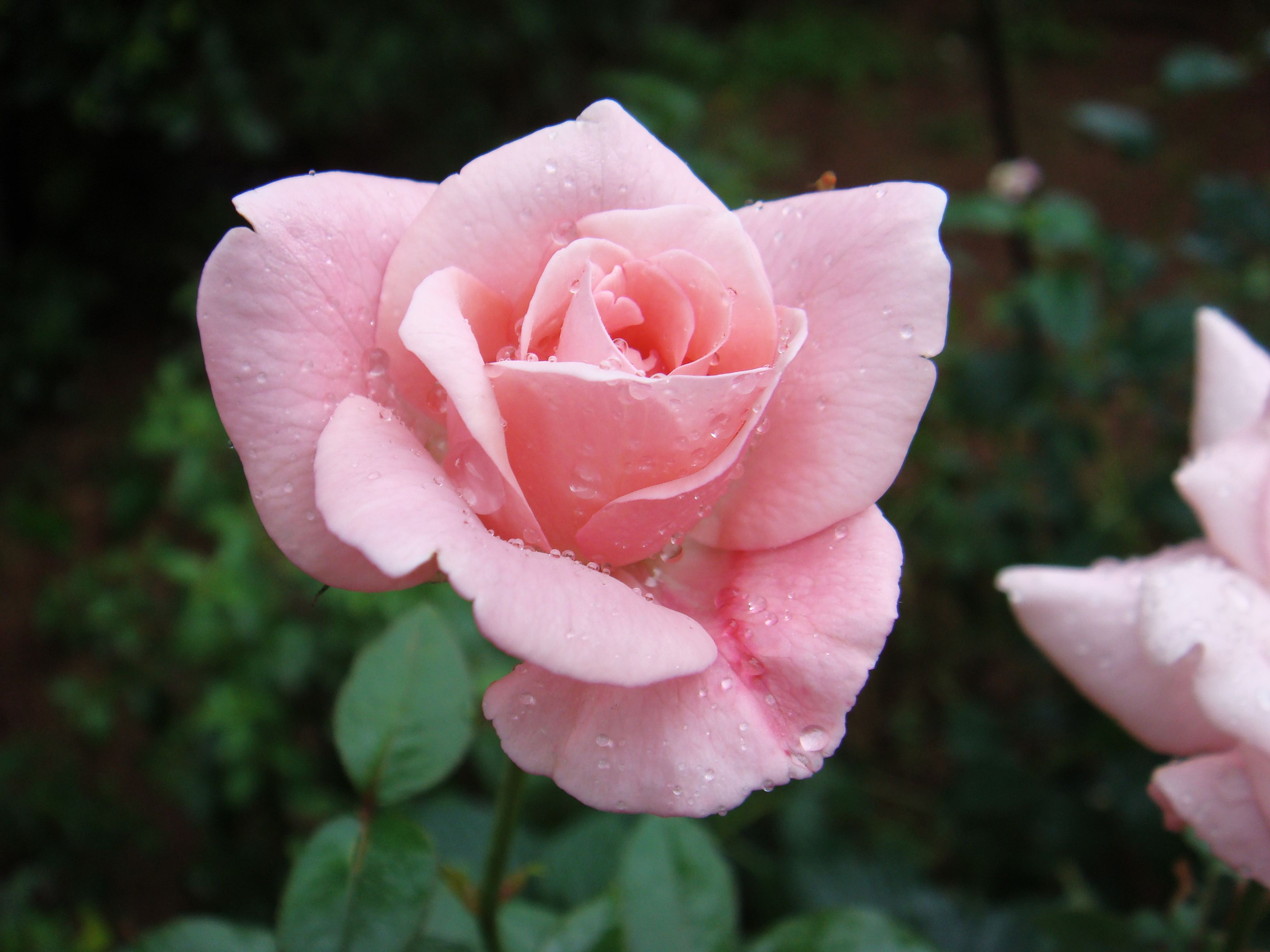
Індійська троянда
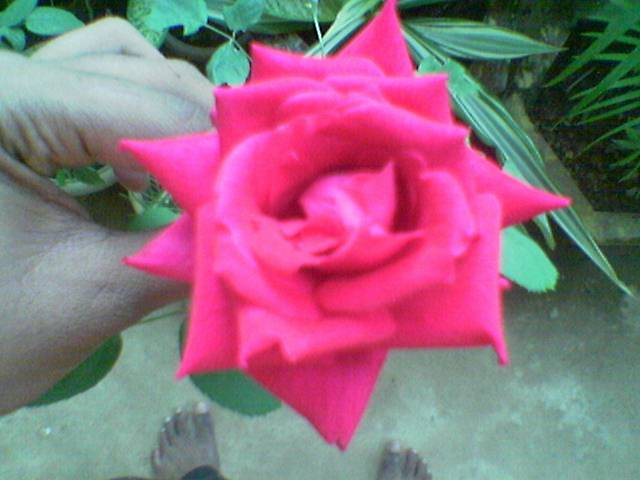
Пурпурна троянда з Керали, Індія
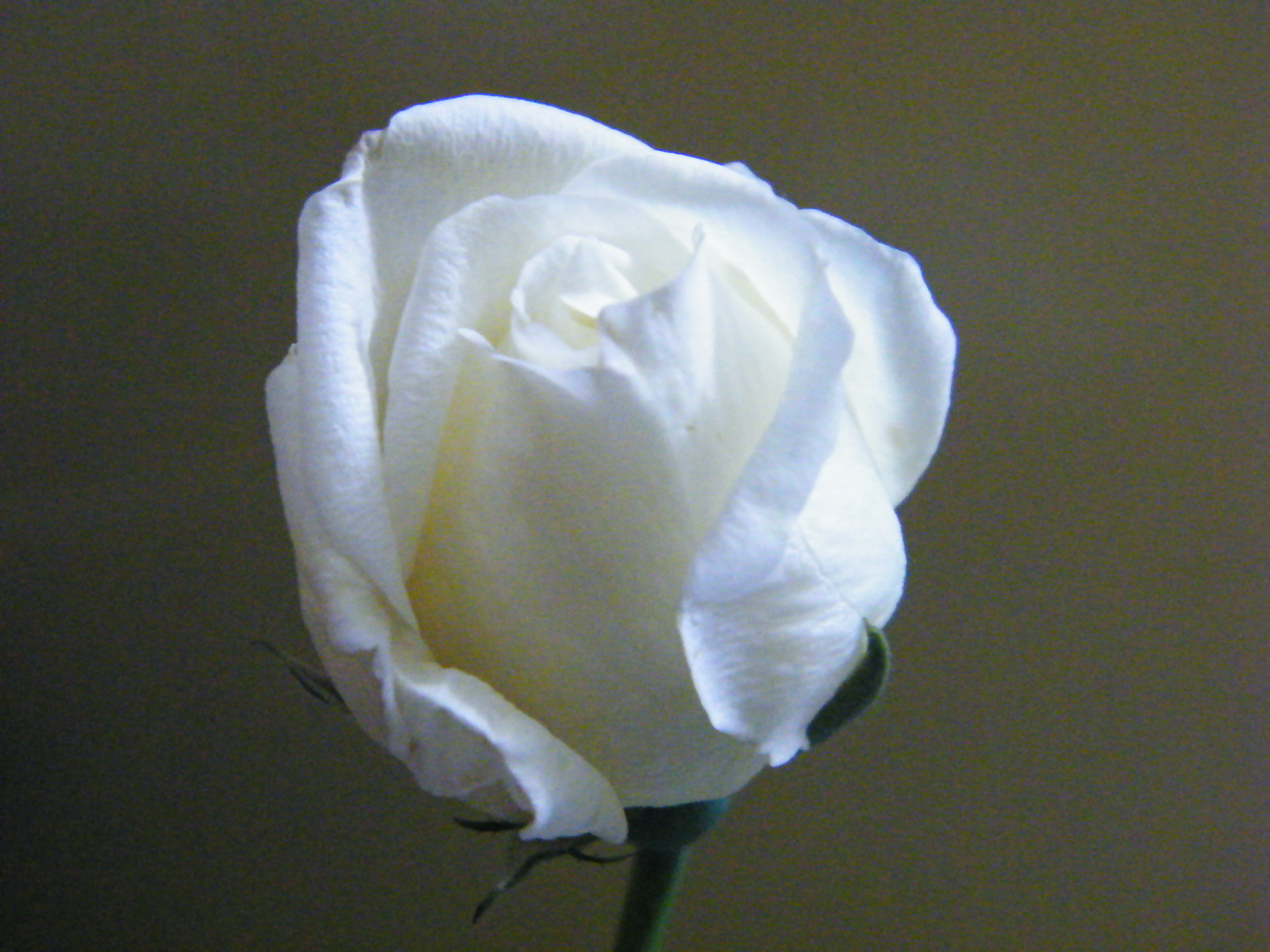
бутон троянди
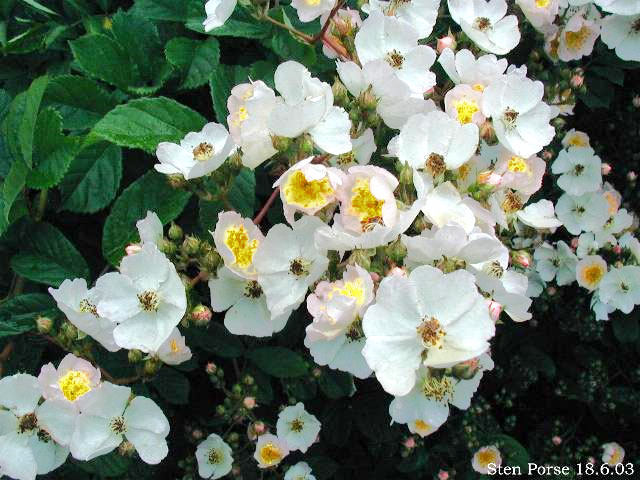
Rosa multiflora
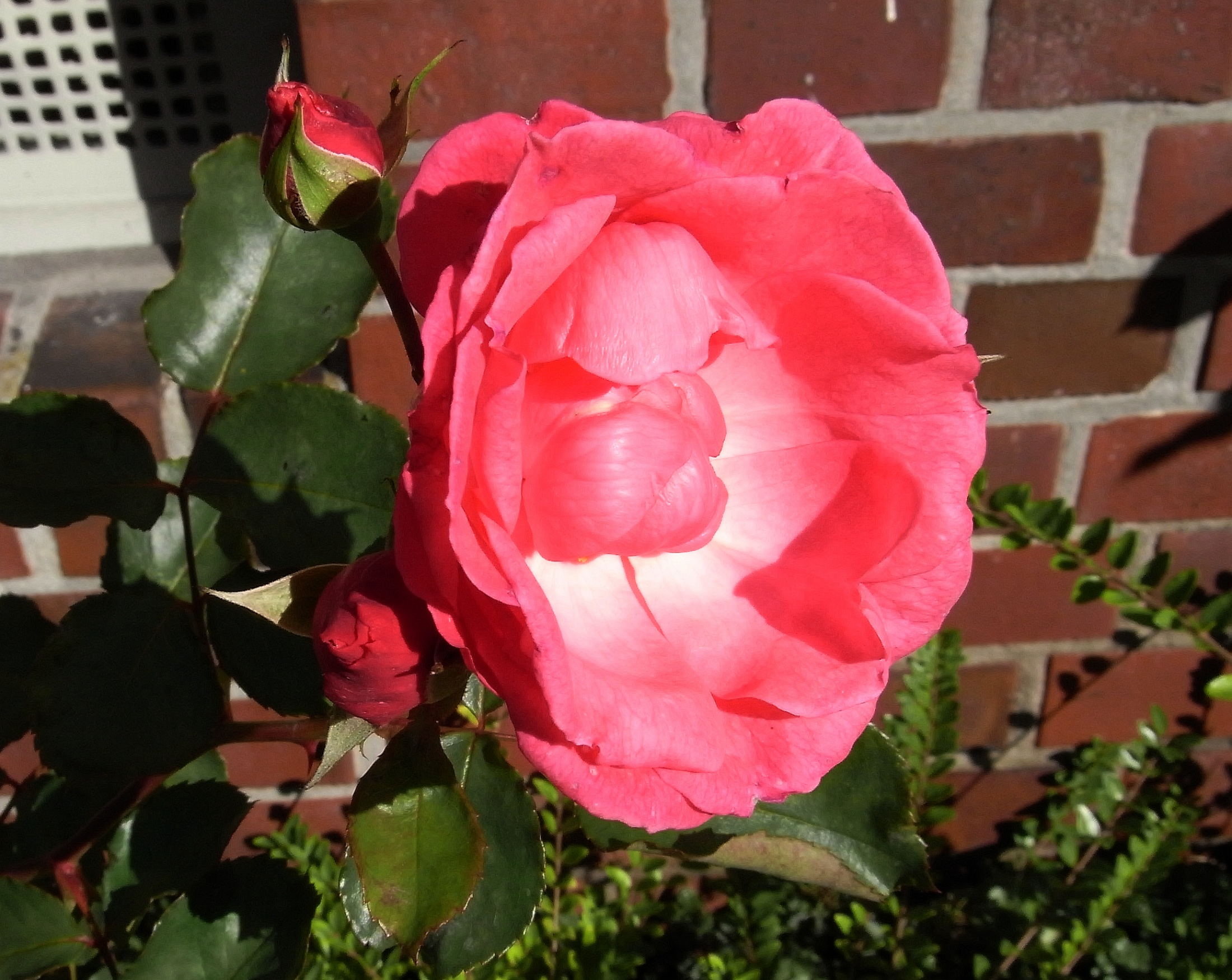
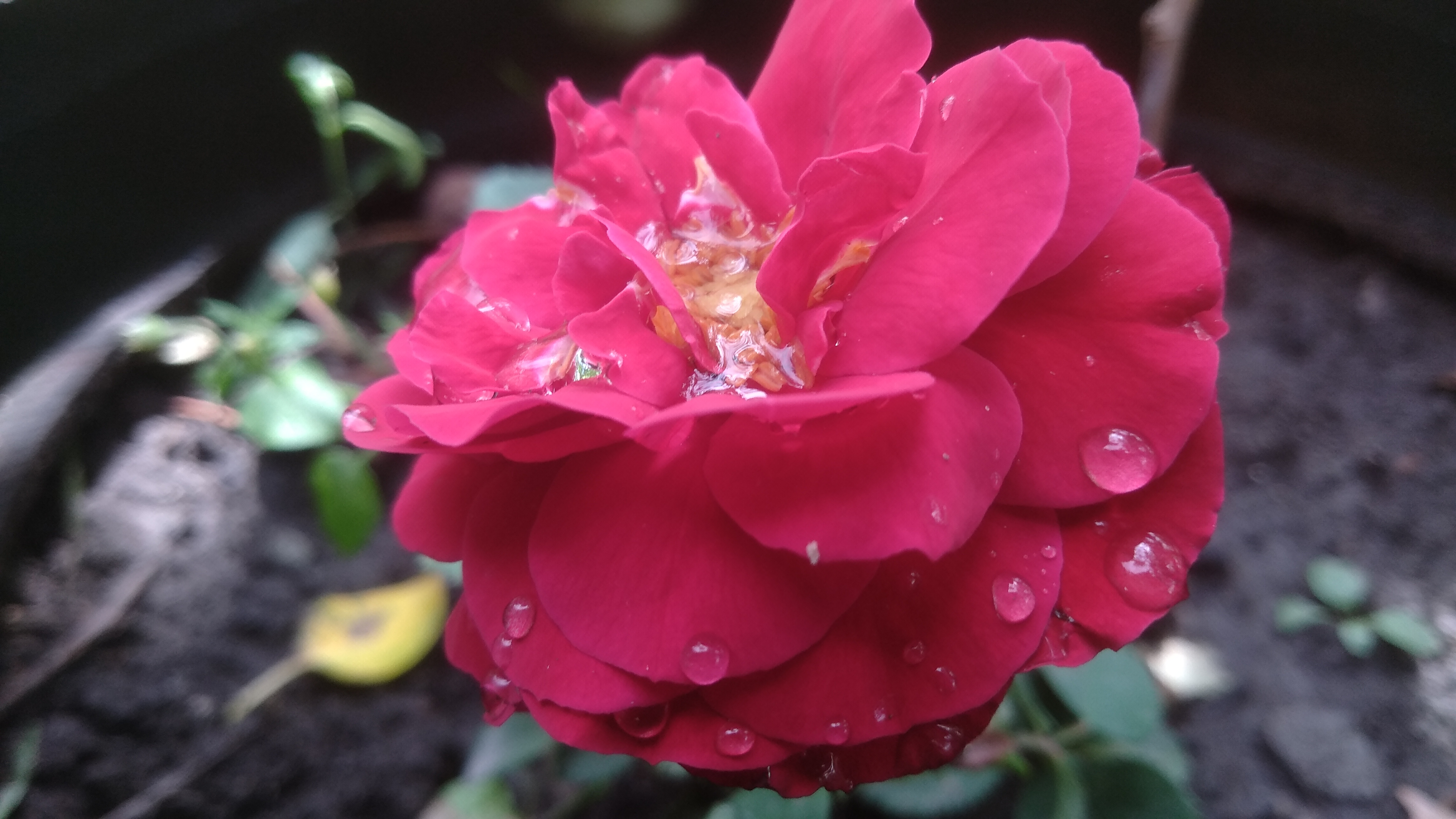